# Holzbach (Gröbenbach)
Der Holzbach ist der etwa 2,0 km lange Oberlauf des Gröbenbachs im westlichen Stadtgebiet von München. Er gehört zum Flusssystem der Isar.
Der Bach entspringt auf der Ostseite des Parsbergs südlich von Puchheim in der Nähe des Germeringer Sees, an dem er zu einem Kneippbecken gestaut ist. Ab Puchheim wird das Gewässer als Gröbenbach bezeichnet.